# Меликов, Джавад
Джавад Ме́ликов — русский инженер армянского происхождения, изобретатель и футуролог, живший и работавший в городе Баку.. Ктитор армянской церкви Святого Григория Просветителя в Баку.

## Биография
Джавад Меликов сформулировал экстравагантные для своего времени идеи, касающиеся будущего широкого использования нефти. Построил первый керосиновый завод в Баку в 1863 году, через 16 или 17 (точная дата неизвестна) лет после бурения первой нефтяной скважины на месторождении Биби-Эйбат близ Баку, выдавшей первую нефть в 1846 году. Скважина была одной из первых в мире (по некоторым сведениям — самой первой, опередившей техасские разработки). Способов достаточно эффективной переработки нефти не существовало, поэтому сильно коптящая при горении «жидкая грязь» не воспринималась как перспективное сырьё. Изобретённый и применённый Меликовым процесс охлаждения нефти в процессе переработки явился сильным толчком, побудившим рассматривать нефтяную промышленность как потенциально рентабельную. Меликов предсказал колоссальные прибыли от нефти для будущих поколений (по его оценке — к началу XXI века, однако в действительности предсказание осуществилось на 50 лет раньше), но сам никаких доходов от своих изобретений не получил; напротив, потратил на свой завод все имевшиеся у него сбережения, а впоследствии и первые скромные доходы от завода.
Всё же в конце концов его завод в Баку стал рентабельным и получил небольшую прибыль. Меликов использовал заработанные средства для попытки открыть в Грозном другой, более совершенный нефтеперерабатывающий завод, который воплощал бы в жизнь его новые инженерные замыслы. Вскоре после того как этот завод был пущен в действие, он был отнят у него новыми нефтепромышленниками, появившимися на Кавказе. Джавад Меликов, не умевший бороться за свои интересы, был отстранён от работы нефтяной промышленности и умер в нищете.
Впоследствии нетривиальные инженерные идеи Джавада Меликова доказали свою эффективность и были использованы (а некоторые и до сих пор используются) в нефтеперерабатывающей промышленности.

## Участие в деятельности армянской общины
Являясь меценатом и филантропом Джавад Меликов активно участвовал в жизни армянской общины города Баку. В 1863 году с разрешения и благословения католикоса армян Маттеоса I в Баку, в районе площади Парапет, началось строительство новой армянской церкви Святого Григория Просветителя. Строительство велось на средства бакинского нефтяника и благотворителя Джавада Меликова (Меликянца), бакинской церкви Святой Богоматери и пожертвования армян епархии.

## Прочая деятельность
Джават Меликов помимо всего прочего был выбран в качестве депутата Бакинской полиции. «Сенатские ведомости» от 24 апреля 1866 года, сообщали о награждении депутата Бакинской полиции Джавата Меликова серебряной медалью с надписью «за усердие» для ношения на шее на Станиславской ленте